# SNCAC NC 1080
SNCAC NC.1080 là một mẫu thử máy bay tiêm kích trang bị cho tàu sân bay, nó bay lần đầu vào ngày 29/7/1949. Phát triển đã bị dừng lại sau một tai nạn không giải thích được xảy ra vào ngày 10/4/1950, và các thiết kế tham vọng khác cũng không được xem xét tiếp khi Aéronavale thông qua quyết định mua de Havilland Sea Venom vào năm 1952.

## Thiết kế và phát triển
Đề án này do SNCA khởi xướng và được Ingenieur Pillon lãnh đạo, mục đích là chế tạo một máy bay tiêm kích một chỗ trang bị cho tàu sân bay, nó sẽ phải so tài cùng với những mẫu thiết kế khác là Arsenal VG 90 và Nord 2200 để chọn ra người chiến thắng. Ngày 29/7/1949, mẫu thử của đề án này đã thực hiện chuyến bay đầu tiên và ngay lập tức các vấn đề về cánh lái ngang và đuôi đã xuất hiện. Trong khi đó, SNCA đã phân tâm vào các đề án khác, nhưng các thử nghiệm vẫn được thực hiện độc lập tại Bretigny và Villaroche. Ngày 10/4/1950, trong một thử nghiệm bay do Pierre Gallay điều khiển, máy bay đã bị rơi không rõ nguyên nhân và việc phát triển ngay lập tức bị dừng lại, mẫu thử đã bị phá hủy đến mức không thể sửa chữa được.
NC 1080 trang bị 1 động cơ phản lực Rolls-Royce Nene có lực đẩy 2.268 kg, được thiết kế có khả năng mang theo 3 khẩu pháo 30mm. Nó có kết cấu hoàn toàn bằng kim loại, sải cánh dài 12 mét, và dài 12,87 mét. Tốc độ của máy bay là 608 mph (978 km/h).

## Tính năng kỹ chiến thuật
Dữ liệu lấy từ The Complete Book of Fighters 

### Đặc điểm riêng
- Tổ lái: 1
- Chiều dài: 12,87 m (42 ft 2⅝ in)
- Sải cánh: 12,00 m (39 ft 4½ in)
- Chiều cao: 4,70 m (15 ft 5 in)
- Diện tích cánh: 28,4 m² (306 sq ft)
- Trọng lượng rỗng: 5.141 kg (11.334 lb)
- Tải trọng: 7.700 kg (16.975 lb)
- Trọng lượng cất cánh tối đa:
- Động cơ: 1 động cơ phản lực Rolls-Royce Nene, lực đẩy 22,3 kN (5.000 lbf)

### Hiệu suất bay
- Vận tốc cực đại: 978 km/h (529 knots, 608 mph) trên độ cao 5.000 m (29.500 ft)
- Tầm bay: 1.550 km (837 nmi, 963 mi)
- Vận tốc lên cao: 25 m/s (4.920 ft/min)

### Vũ khí
- 3 khẩu pháo 30 mm